# リアクションエンジンズ A2
リアクションエンジンズ A2
- 用途：超音速輸送機
- 設計者：リアクション・エンジンズ（英語版）
- 製造者：
- 運用者 イギリス
- 生産数：0
- ユニットコスト：639百万ユーロ（航空機100機の生産を推定）

リアクションエンジンズ A2は、イギリスのリアクション・エンジンズ (REL) により設計された極超音速機である。

## 概要
A2は、LAPCAT計画の一環として欧州宇宙機関によって委任され、英国のリアクション・エンジンズによって計画された極超音速旅客機の計画である。
A2はブリュッセル空港から離陸し、4時間40分で北極上空を飛行した後、太平洋を縦断してオーストラリアに到着するように設計された。また、航空券の価格は通常のファーストクラスの航空券と同等程度になると推定される。唯一の欠点は、航空機が到達する速度によって引き起こされる外圧および高温の問題により窓がないことである。しかしながら、乗客に「閉じ込められている」という考えを与えないようにするために、設計者は窓を液晶ディスプレイで模擬的に再現することを決定した。
その巡航速度はコンコルドの速度の約2倍に相当するマッハ5(約4800 km/h)である。

## 諸元
出典: LAPCAT A2 Facts and Figures
諸元
- 定員: 300人
- 全長: 139 m
- 全高:
- 翼幅: 41 m
- 運用時重量: 400,000 kg
- 動力: Reaction Engines Scimitar 予冷ターボジェットエンジン、   × 4

性能
- 最大速度: マッハ5